# Cung Như Tâm
Cung Như Tâm (tiếng Trung: 龔如心) hay gọi theo họ chồng là Vương Như Tâm (王如心), thường được biết tới với tên tiếng Anh là Nina Wang (29 tháng 9 năm 1937 – 3 tháng 4 năm 2007) là người phụ nữ giàu nhất châu Á. Bà nổi tiếng với kiểu tóc tết buộc vểnh hai bên, cách ăn mặc sặc sỡ.

## Tiểu sử
Sinh ra tại Thượng Hải, Cung Như Tâm và Vương Đức Huy là bạn bè thân thuộc thời thơ ấu. Hai người bắt đầu hẹn hò lúc 11 tuổi và kết hôn 7 năm sau đó. Và rồi họ chuyển đến Hồng Kông.
Đức Huy dựng nên Chinachem Group, kinh doanh bất động sản là tất yếu. Thế nhưng sự giàu có cũng mang lại rắc rối cho ông. Vương Đức Huy bị bắt cóc năm 1983 và được trả tự do sau khi gia đình ông bỏ ra 11 triệu USD tiền chuộc. Không may, ông Đức Huy mất tích khi bị bắt cóc lần 3.
Lúc ấy, bà Như Tâm tiếp quản Chinachem và rơi vào cuộc chiến pháp lý để giành quyền thừa kế với cha của Vương Đức Huy. Năm 2005, bà thắng kiện khi tòa bỏ phán quyết trước đây, rằng Cung Như Tâm đã làm giả di chúc của chồng trước khi ông mất tích.
Cái chết của bà được cho là do ung thư